# 菟道皇女
菟道皇女（うじのひめみこ、生没年未詳）は、飛鳥時代の皇族。敏達天皇の皇女。伊勢斎宮。
『日本書紀』に敏達天皇7年（578年）に「菟道皇女」が伊勢神宮に任じられたが、すぐに「池辺皇子」（用明天皇か?）によって犯されたため解任されたと記されている。

## 人物の比定
上記の事件のあった同時代に、「菟道」の名の付く皇女は2名いる。双方とも敏達天皇の皇女であり、一人は広姫の生んだ菟道磯津貝皇女（古事記では宇遲王）、もう一人は額田部皇女（後の推古天皇）の生んだ菟道貝蛸皇女（別名は菟道磯津貝皇女、古事記では貝蛸王、静貝王）である。菟道貝蛸皇女の別名として菟道磯津貝皇女が挙げられており、両者には混同があると考えられる。